# Hillsong United
Gli Hillsong United sono un gruppo rock cristiano originario di Sydney; fanno parte dell'Hillsong Church, una chiesa evangelica pentecostale australiana che si occupa anche di musica cristiana contemporanea.
L'8 luglio 2022 è uscito per La Gloria l'album Che magnifico nome, contenente dieci traduzioni in italiano di loro canzoni, rivisitate da altrettanti artisti nostrani (tra cui i The Sun con Io mi arrendo).

## Storia del gruppo
Il gruppo fu formato da alcuni amici all'interno della pastorale giovanile dell'Hillsong Church, originariamente chiamata Powerhouse Youth, e fu diretto per parecchi anni da Donna Crouch. Nel corso degli anni, la Powerhouse Youth si ingrandì e si decise allora di dividerla verso la fine degli anni '90 in due gruppi: Powerhouse (giovani dai 18 ai 25 anni) e Wildlife (ragazzi dai 12 ai 16 anni).
Reuben Morgan, insieme con Marcus Beaumont e Tanya Riches, guidò la Powerhouse, coadiuvato anche da Joel Houston e Marty Sampson (originariamente in forza ai Wildlife), mentre Luke Munns era il batterista principale e Michael Guy Chislett il chitarrista principale.
Al ritorno del meeting di Summer Camp dell'estate del '97, dove la canzone di Martin Smith Did You Feel the Mountains Tremble (tratta dall'album Delirious?) fu la colonna sonora del campus estivo, le principali pastorali giovanili dell'Hillsong Church si unirono e cominciarono a definirsi le "notti": da qui il primo nome del gruppo, United Nights (notti unite). Reuben Morgan scrisse My Redeemer Lives insieme a molte altre canzoni che apparvero nell'album By Your Side scritto da Marty Sampson e Luke Munns.
Darlene Zschech nel 1998 suggerì a Morgan di fare insieme a lei un album: venne così registrato il primo EP della band, One. Il secondo album Everyday fu registrato l'anno successivo. La band continuò a pubblicare album ogni anno, assumendo, però, nel 2002 il nuovo nome di Hillsong United, dopo che Morgan si fece da parte come coanimatore leader del gruppo. Joel Houston, il figlio maggiore del pastore dell'Hillsong Church, Brian Houston, diventò così il nuovo leader del gruppo insieme a Marty Sampson.
Gli attuali membri degli Hillsong United sono: Taya Smith, Jonathon Douglass, Jadwin Gillies, Joel Houston, Annie Garratt, Matt Crocker, David Ware, Dave Ware, Sam Knock, Dylan Thomas, Joel Davies, Braden Lang, Peter James, Matthew Tennikoff (al basso), Simon Kobler e Brandon Gillies (che si alternano alla batteria). L'artista neozelandese Brooke Fraser si è da poco unita al gruppo e la sua prima apparizione è stata nell'album United We Stand.
L'annuale CD/DVD degli Hillsong United è stato registrato per parecchi anni durante la loro conferenza giovanile, l'Encounterfest, per poi essere pubblicato nel primo quarto dell'anno successivo. L'album del 2007, All of the Above è stato invece il primo ad essere totalmente registrato in studio.
La band ha fatto molti tour in parecchi paesi del Nord e Sud America, dell'Europa, dell'Asia e dell'Africa.
In seguito al suo matrimonio nel novembre 2006, Marty Sampson si è anche lui fatto da parte come principale leader del gruppo; ha contribuito comunque a due canzoni per gli Hillsong, Devotion e Saviour King (dall'album All of the Above). È stato così rimpiazzato dalla stessa Brooke Fraser nel ruolo di principale leader del gruppo.

## Successi e riconoscimenti
United We Stand è stato l'album più venduto del 2006 in Canada presso i negozi cristiani al dettaglio. L'album del 2007, All of the Above, raggiunse il 6º posto nell’ARIA Charts. Negli Stati Uniti, lo stesso album, uscito due mesi dopo, vendette oltre 10.000 dischi alla prima settimana; raggiunse, tra l'altro, il 1º posto sul magazine Billboard nella sezione Top Christian/Gospel Album, il 1º posto nella sezione di iTunes relativa agli album cristiani e il 60º posto nella Billboard 200. Il primo singolo di quest'album, Point of Difference è stata una delle 10 canzoni ascoltate nelle radio cristiane australiane.
Nel 2009, Across the Earth: Tear Down the Walls raggiunse il 2º posto nella chart USA iTunes per album, solo dopo il noto cantante rap Eminem. Più tardi, agli Hillsong United fu assegnato il premio di Migliore album cristiano/gospel del 2009.
In totale il complesso ha piazzato 34 album nella classifica australiana, raggiungendo il primo posto con quattro dischi.

## Discografia

### Album in studio
- 2011 – Aftermath
- 2013 – Zion
- 2015 – Empires
- 2017 – Wonder
- 2022 – Are We There Yet?

### Album dal vivo
- 1999 – Everyday
- 2000 – Best Friend
- 2001 – King of Majesty
- 2002 – To the Ends of the Earth
- 2004 – More Than Life
- 2005 – Look to You
- 2006 – United We Stand
- 2008 – The I Heart Revolution: With Hearts as One
- 2009 – Across the Earth: Tear Down the Walls
- 2012 – Live in Miami: Welcome to the Aftermath
- 2013 – Zion Acoustic Sessions
- 2014 – The White Album
- 2016 – Of Dirt and Grace: Live from the Land

### EP
- 1998 – One
- 2007 – All of the Above (studio) e In a Valley by the Sea

## Videografia
- 2004 – More Than Life (DVD + album)
- 2005 – Look to You (DVD + album)
- 2006 – United We Stand (DVD + album)
- 2007 – All of the Above (DVD + album)
- 2008 – The I Heart Revolution: With Hearts as One (DVD + album)
- 2010 – The I Heart Revolution: We're All in This Together (documentario)
- 2012 – Live in Miami: Welcome to the Aftermath (DVD + album)
- 2013 – Zion (DVD + album)